# Pseudosynagelides bunya
Pseudosynagelides bunya is een spinnensoort uit de familie springspinnen (Salticidae). De soort komt voor in Queensland.